# 장흥 어산리 푸조나무
장흥 어산리 푸조나무(長興 語山里 -)는 대한민국 전라남도 장흥군 용산면 어산리에 있는 푸조나무이다. 대한민국의 천연기념물 제268호로 지정되어 있다.
나이가 약 400살 정도로 추정되며, 높이가 24m, 가슴높이의 둘레는 6.40m이다. 마을 앞 공터에서 자라고 있으며, 줄기에 굴곡이 많고 밑동은 울뚝불뚝 근육처럼 발달했다.
이 나무의 잎이 늦게 피거나, 고루 피지 않을 경우, 질병 또는 재난으로 나라가 어지럽고, 반대로 잎이 고루 피면 나라가 태평하고 풍년이 든다고 하는 전설이 있다. 부락 주민들이 매년 정월 보름날이면 국태민안과 질병 없는 한 해가 되도록 당산제를 지낸다.
장흥 용산면 푸조나무는 오랜 세월 동안 조상들의 관심과 보살핌 가운데 살아 왔으며, 대한민국의 푸조나무 중 가장 큰 것 중의 하나로 생물학적 보존가치가 높아 천연기념물로 지정·보호하고 있다.